# Коренная улица (Москва)
Коренна́я у́лица (название утверждено 3 мая 1965 года) — улица в Восточном административном округе города Москвы на территории районов Перово (нечетная сторона) и Новогиреево (чётная сторона). Проходит от улицы Кусковской вдоль восточной части Перовского парка. Нумерация домов начинается от Кусковской улицы.

## Происхождение названия
Формально считается, что с этого места (корень) строилось село Перово.

## История
Бывшая Парковая улица города Перово, переименована в 1960 году для устранения одноименности после присоединения города Перово к Москве.

## Здания и сооружения
По улице Коренной зарегистрированы четыре постройки:
- Дом № 8, корпус 1 — двенадцатиэтажный жилой дом (серия II-18/12, 1969 года постройки)
- Дом № 8, корпус 2 — двенадцатиэтажный жилой дом (серия П-30, 1982 года постройки)
- Дом № 8, корпус 2, строение 2 — ЦТП
- Дом № 10 — двенадцатиэтажный жилой дом (серия II-18/12, 1969 года постройки)

## Транспорт
Общественный транспорт по улице Коренной не ходит. Ближайшая станция метро — «Перово». Ближайшая железнодорожная платформа — «Перово».